# Концерт для двох скрипок
«Концерт для двох скрипок» (рос. «Концерт для двух скрипок») — радянський художній фільм 1975 року, знятий на кіностудії «Мосфільм». Екранізація роману  Михайла Коршунова  «Бульвар під зливою».

## Сюжет
Фільм оповідає про життєві шляхи двох скрипалів Андрія і Ладі до «великої музики».

## У ролях
- Олександр Курепов — Ладя Брагін
- Сергій Мартинов — Андрій
- Леонід Бронєвой — професор
- Володимир Валуцький
- Анатолій Кубацький — дід
- Антоніна Максимова — мати Андрія
- Світлана Переладова
- Микола Сергєєв — дід Олі
- Ірина Скобцева — Кіра Вікторівна
- Олена Соловей — Рита Плетньова
- Гурген Тонунц — Мигдал
- Олена Шаніна — циркачка Санді
- Геннадій Юдін — батько Рити
- Світлана Швайко — епізод

## Знімальна група
- Режисер:  Катерина Сташевська
- Автори сценарію:  Володимир Валуцький,  Михайло Коршунов
- Оператор:  Микола Немоляєв
- Композитор:  Володимир Терлецький
- Художник-постановник:  Людмила Кусакова